# PAW-20 Neopup
PAW-20 «Neopup» — самозарядный полуавтоматический ручной гранатомёт, созданный фирмой Gemaco Elbree Pty Ltd. Продвижение на рынок и продажи PAW-20 осуществляет южноафриканская военная корпорация Denel. Боеприпасы 20×42B мм — осколочно-фугасные зажигательные  с трассёром и без (ОФЗ и ОФЗТ), бронебойно-разрывные (БР) и практические. Используются унифицированные 20-мм снаряды Denel патрона 20×82 мм, указанных типов, снаряжённые в стальную гильзу с донным упором (кольцевым выступом, англ. belted) имеющую небольшую длину в 42 мм (20x42B).

## Устройство и принцип работы
Автоматика гранатомёта работает подобно дробовикам Benelli. При выстреле отдача толкает запертый ствол назад, а затворная рама стремится остаться на месте. При этом запертый затвор входит глубже в затворную раму. Спереди затворной рамы над затвором расположен шток, подпружиненный двумя очень мощными пружинами. Когда затвор за счет отдачи входит в затворную раму, ствольная коробка давит на шток, сжимая пружины. Через какое-то время, пружины преодолевают инерцию затворной рамы и толкают ее назад достаточно сильно, чтобы отпереть поворотный затвор, выбросить гильзу, дослать патрон и запереть затвор. 
PAW-20 "Neopup" оснащён пистолетной рукояткой управления огнём, установленной на правом боку. Стреляет одиночными выстрелами. Оружие имеет две направляющих - планки Пикатинни - для крепления оптического или ночного прицела.